# 尤纳基夫卡市镇
尤纳基夫卡乡级市镇（烏克蘭語：Юнаківська сільська громада）是乌克兰东北部蘇梅州蘇梅區的乡级市镇，行政中心为尤納基夫卡。市镇面积为342.9平方公里，2020年人口数量为5,917人。

## 居民点
该市镇包括5个镇和10个村庄。
镇：瓦拉奇内、伊沃爾然斯凱、基亞尼察、小科尔恰基夫卡、马尔伊内
村庄：巴西夫卡、科爾恰基夫卡、洛克尼亚、莫赫里察、新錫奇、诺文凯、萨德基、赫拉皮夫希納、尤納基夫卡、亚布卢尼夫卡